# 檜山靖洋
檜山 靖洋（ひやま やすひろ、1973年5月23日 ‐ ）は、気象予報士、防災士。主にNHKの番組に出演している。

## 人物
神奈川県横浜市出身。血液型はO型。
小さい頃から季節の変化に心を動かされ、天気予報もよく見ていた。神奈川県立希望ヶ丘高等学校を経て、1997年、明治大学政治経済学部政治学科を卒業。
大学卒業後、印刷関連会社に入社するが、気象予報士を目指し退社。1999年秋に同試験に合格し、民間の気象会社に転職。気象情報の原稿書きやラジオ出演、企業向け予報の提供等を担う。その後、会社を移り、2005年からNHKでの仕事を始める。
地形散歩、野球観戦、旅行を趣味としている。沖縄県には7回旅行し、そのうち、5回台風に遭遇。また、北海道を訪れた際には8割という高い割合で猛吹雪にあった。このほか、虹や彩雲などの大気光学現象にも関心を抱き、機会が合えば撮影を試みている。横浜DeNAベイスターズのファンで、野球コラムも執筆している。
日本気象協会、株式会社ハレックス→株式会社南気象予報士事務所（2022年4月1日付）所属、特定非営利活動法人気象キャスターネットワーク会員。

## 出演番組

### 現在
- NHKニュースおはよう日本 （NHK､NHK東京、2018年度 - ）

※平日 5時52分（全国、関東・甲信越ローカル）、6時28分（関東・甲信越）、6時56分（関東・甲信越）、7時30分頃（全国）、7時55分（関東・甲信越）

### 過去
- BS気象情報（2005年3月28日 - 2006年4月2日）

※正午前の気象情報、19時前の気象情報（土日中心）。
- 情報プレゼンター とくダネ! （フジテレビ、2006年8月）

※天達武史の代理で1週間担当。
- ニュースウオッチ9

※平井信行の夏休みに伴う代理で担当。
- きょうのニュース&スポーツ

※2007年夏、当時担当の高田斉の夏休みによる代理担当。
- NHKニュースおはよう日本

※午前5時台と午前7時台を担当。
- NHKニュースおはよう日本（2008年3月31日 - 2015年3月27日）

※平日、5:20 - 5:30頃、5:50 - 6:00頃、6:56 - 7:00頃、7:56 - 8:00頃、7時台の臨時を担当。
- 気象情報（2015年9月7日 - 2015年9月18日）

※平日 19:58の斉田季実治の休暇代理
- 気象情報(NHK)、首都圏ニュース845、ニュース845（2015年度）

※毎週担当
- ニュースウオッチ9（2017年8月14日 - 2017年8月18日）

※斉田季実治の休暇代理
- 首都圏ネットワーク（NHK東京、2015年度 - 2017年度）

※平日（出演は隔週）
- 気象情報（NHK、NHK東京、2015年度 - 2017年度）

※平日（出演は隔週）（祝祭日含む）18:52 - 19:00
- 首都圏ニュース845（NHK東京、2015年 - 2017年度）

※平日（出演は隔週）
- ニュース845（NHK東京、2015年度 - 2017年度）

※土日除く祝祭日（出演は隔週）